# Aartsbisdom Porto Alegre
Het aartsbisdom Porto Alegre (Latijn: Archidioecesis Portalegrensis in Brasilia; Portugees: Arquidiocese de Porto Alegre) is een in Brazilië gelegen rooms-katholiek aartsbisdom met zetel in Porto Alegre in de staat Rio Grande do Sul. De aartsbisschop van Porto Alegre is metropoliet van de kerkprovincie Porto Alegre, waartoe ook de volgende suffragane bisdommen behoren:
- Bisdom Caxias do Sul
- Bisdom Montenegro
- Bisdom Novo Hamburgo
- Bisdom Osório

## Geschiedenis
Het bisdom São Pedro do Rio Grande werd in 1848 opgericht. Het verloor in 1910 gebied aan de nieuw opgerichte bisdommen Pelotas, Uruguaiania en Santa Maria en werd verheven tot het aartsbisdom Porto Alegre. Nadien verloor het nog gebied aan het nieuw opgerichte bisdom Caxias en aan de nieuwe territoriale prelatuur Vacaria, in 1959 aan het nieuwe bisdom Santa Cruz do Sul, in 1980 aan Novo Hamburgo, in 1999 aan Osório en in 2008 aan Montenegro.

## Aartsbisschoppen van Porto Alegre
- 1851–1858: Feliciano José Rodrigues de Araújo Prates
- 1860–1888: Sebastião Dias Laranjeira
- 1890–1912: Cláudio José Gonçalves Ponce de Leon CM
- 1912–1946: João Batista Becker
- 1946–1981: Alfredo Vicente Scherer
- 1981–1991: João Cláudio Colling
- 1991–2001: Altamiro Rossato CSsR
- 2001–2013: Dadeus Grings
- 2013-heden: Jaime Spengler OFM